# 科一LOOK自行车队
科一LOOK自行车队（UCI隊碼：KYL），是一支中国公路自行车队，成立于2016年，曾在国际自行车联盟级別中注册为亚洲洲际车队。
由于在2017年环海南岛国际公路自行车赛中，队员王鑫与瑞士队人员发生肢体冲突，因此车队遭中国自行车运动协会取消2017年度比赛资格，以及禁止于2018年度赛季注册。车队于2018年起重组，更名为“捷酷–富律業职业自行车俱乐部”，参加中国国内联赛。

## 2017年队员名单
|            | 車手                   | 出生日期               |
| ---------- | ---------------------- | ---------------------- |
| 哈萨克斯坦 | 马克萨·特阿亚兹巴耶夫  | 1992年1月27日（25歲）  |
| 中国       | 柴卫鹏                 | 1994年2月5日（23歲）   |
| 西班牙     | 丹尼尔·多明戈斯·巴拉干 | 1985年6月16日（32歲）  |
| 中国       | 侯伟杰                 | 1996年2月8日（21歲）   |
| 中国       | 黄恩                   | 1988年11月23日（29歲） |
| 中国       | 梁国辉                 | 1996年2月4日（21歲）   |
| 中国       | 刘馨阳                 | 1992年3月21日（25歲）  |
| 中国       | 別肯·那扎尔别克        | 1994年5月15日（23歲）  |

|            | 車手              | 出生日期               |
| ---------- | ----------------- | ---------------------- |
| 哈萨克斯坦 | 维克托·奥吉舍夫   | 1994年2月4日（23歲）   |
| 哈萨克斯坦 | 德米特里·里夫     | 1995年4月19日（22歲）  |
| 哈萨克斯坦 | 米拉斯·托里卡诺夫 | 1996年6月30日（21歲）  |
| 哈萨克斯坦 | 伊斯兰·乌斯马诺夫 | 1997年5月25日（20歲）  |
| 中国       | 王鑫              | 1992年10月26日（25歲） |
| 中国       | 杨思雨            | 1993年6月21日（24歲）  |
| 中国       | 袁尚国            | 1994年3月10日（23歲）  |
| 中国       | 张石金            | 1996年2月17日（21歲）  |